# Marathon du lac Biwa
Le Marathon du lac Biwa (en japonais びわ湖毎日マラソン Biwako Mainichi Marason) qui s'est déroulé à Ōtsu, préfecture de Shiga près du lac Biwa, était un des plus importants marathons organisés au Japon, généralement en mars. C'est une compétition uniquement masculine et a obtenu le statut IAAF Gold Label. 
Il s'est tenu pour la première fois en 1946 et se déroule chaque année depuis, ce qui en fait le plus ancien marathon organisé au Japon (mais il ne s'est pas toujours tenu à Ōtsu, les premières éditions se déroulèrent à Osaka, puis à Tokyo). Il est sponsorisé par Mainichi Shinbun. La course débute et se termine au stade Ojiyama. Le record actuel de la compétition est de 2 h 4 min 56 s, par Kengo Suzuki, lors de la 76e édition en 2021.

## Palmarès
| Date | Athlète              | Nationalité | Temps         |
| ---- | -------------------- | ----------- | ------------- |
| 2000 | Martín Fiz           | Espagne     | 2 h 08 min 14 |
| 2001 | Antoni Peña          | Espagne     | 2 h 07 min 34 |
| 2002 | Ryūji Takei          | Japon       | 2 h 08 min 35 |
| 2003 | Japhet Kosgei        | Kenya       | 2 h 07 min 39 |
| 2004 | José Ríos            | Espagne     | 2 h 07 min 42 |
| 2005 | Joseph Muriithi Riri | Kenya       | 2 h 09 min 00 |
| 2006 | José Ríos            | Espagne     | 2 h 09 min 15 |
| 2007 | Samson Ramadhani     | Tanzanie    | 2 h 10 min 43 |
| 2008 | Mubarak Hassan Shami | Qatar       | 2 h 08 min 23 |
| 2009 | Paul Tergat          | Kenya       | 2 h 10 min 22 |
| 2010 | Yemane Tsegay        | Éthiopie    | 2 h 09 min 34 |
| 2011 | Wilson Kipsang       | Kenya       | 2 h 06 min 13 |
| 2012 | Samuel Ndungu        | Kenya       | 2 h 07 min 04 |
| 2013 | Vincent Kipruto      | Kenya       | 2 h 08 min 34 |
| 2014 | Bazu Worku           | Éthiopie    | 2 h 09 min 10 |
| 2015 | Samuel Ndungu        | Kenya       | 2 h 09 min 08 |
| 2016 | Lucas Rotich         | Kenya       | 2 h 09 min 11 |
| 2017 | Ezekiel Chebii       | Kenya       | 2 h 09 min 06 |
| 2018 | Joseph Ndirangu      | Kenya       | 2 h 07 min 53 |
| 2019 | Salah-Eddine Bounasr | Maroc       | 2 h 07 min 52 |
| 2020 | Evans Chebet         | Kenya       | 2 h 07 min 29 |
| 2021 | Kengo Suzuki         | Japon       | 2 h 04 min 56 |

 Record de l'épreuve